# Erythrodiplax parvimaculata
Erythrodiplax parvimaculata is een libellensoort uit de familie van de korenbouten (Libellulidae), onderorde echte libellen (Anisoptera).
De wetenschappelijke naam Erythrodiplax parvimaculata is voor het eerst geldig gepubliceerd in 1942 door Donald J. Borror.